# 科西奇 (烏克蘭)
49°46′18″N 24°29′9″E / 49.77167°N 24.48583°E
科西奇（烏克蘭語：Косичі），是烏克蘭西部的村莊，隸屬利維夫州的佐洛奇夫區。該村始建於1776年，面積0.28平方公里，海拔高度238米，2001年人口59，人口密度每平方公里209.96人。